# OR5T3
OR5T3 (англ. Olfactory receptor family 5 subfamily T member 3) – білок, який кодується однойменним геном, розташованим у людей на короткому плечі 11-ї хромосоми. Довжина поліпептидного ланцюга білка становить 340 амінокислот, а молекулярна маса — 38 346.
| 10         |  | 20         |  | 30         |  | 40         |  | 50         |
| ---------- |  | ---------- |  | ---------- |  | ---------- |  | ---------- |
| MDSTFTGYNL |  | YNLQVKTEMD |  | KLSSGLDIYR |  | NPLKNKTEVT |  | MFILTGFTDD |
| FELQVFLFLL |  | FFAIYLFTLI |  | GNLGLVVLVI |  | EDSWLHNPMY |  | YFLSVLSFLD |
| ACYSTVVTPK |  | MLVNFLAKNK |  | SISFIGCATQ |  | MLLFVTFGTT |  | ECFLLAAMAY |
| DHYVAIYNPL |  | LYSVSMSPRV |  | YVPLITASYV |  | AGILHATIHI |  | VATFSLSFCG |
| SNEIRHVFCD |  | MPPLLAISCS |  | DTHTNQLLLF |  | YFVGSIEIVT |  | ILIVLISCDF |
| ILLSILKMHS |  | AKGRQKAFST |  | CGSHLTGVTI |  | YHGTILVSYM |  | RPSSSYASDH |
| DIIVSIFYTI |  | VIPKLNPIIY |  | SLRNKEVKKA |  | VKKMLKLVYK |  |            |

A: Аланін

C: Цистеїн

D: Аспарагінова кислота

E: Глутамінова кислота

F: Фенілаланін

G: Гліцин

H: Гістидин

I: Ізолейцин

K: Лізин

L: Лейцин

M: Метіонін

N: Аспарагін

P: Пролін

Q: Глутамін

R: Аргінін

S: Серин

T: Треонін

V: Валін

W: Триптофан

Кодований геном білок за функціями належить до рецепторів, g-білокспряжених рецепторів, білків внутрішньоклітинного сигналінгу. 
Локалізований у клітинній мембрані, мембрані.